# Рђа
Рђа је оксид гвожђа, углавном црвено-браон боје формиран редокс реакцијом говжђа и кисеоника у присуству воде или ваздушне влаге. Постоји више врста рђе оне се могу визуелно и помоћу спектроскопије разликовати, такође настају под различитим условима. Рђа се састоји од хидрата гвожђа (III) оксида (Fe2O3·nH2O) и гвожђа (III) оксида-хидроксид (FeO(OH), Fe(OH)3).

## Преглед
Са хемијског аспекта, рђа се обично састоји од гвожђе (II) оксида, гвожђе (III) оксида и кристала воде. 
Молекуларна формула:
{\displaystyle \mathrm {x\ Fe^{II}O\cdot y\ Fe_{\ 2}^{III}O_{3}\cdot z\ H_{2}O} } 
(x, y, z позитивна размера)
Рђа је дакле, водени оксид гвожђа, хемијско једињење које припада оксидима, а садржи и воду и хидроксидне јоне (оксид хидрат). Ствара се оксидацијом гвожђа на собној температури без потребе за вишим температурама. Рђа формира лабаве структуре мале чврстоће. Оксидација узрокује повећање масе и запремине. Ово последње доводи до љуштења слоја рђе (види слике).
- зарђала лименка за пиће
- зарђала ограда
- зарђале железничке шине
- зарђала закована конструкција моста
- рђе на броду

Да би били заштићени од корозије, челични делови су премазани заштитним слојевима боје или су осигурани су жртвеним анодама цинка  или су претходно пасивизирани фосфорном киселином или лимунском киселином, а затим заштићени слојевима боје.
Бетонске арматурне шипке не рђају ако су смештене дубоко у бетону, јер алкално окружење (pH > 12) у бетону ствара пасивни слој на површини челичне арматуре који је штити од корозије. Као резултат процеса карбонизације, pH вредност бетона може пасти толико да више не постоји заштитни пасивни слој на челичној арматури. Ако вода и ваздух добију приступ челичној бетонској арматури, она почиње да рђа. Као резултат повећања волумена рђе, бетон на површини пукне у подручју бетонске арматуре и од рђе почиње убрзано да се распада, јер тада вода и ваздух имају још бољи приступ бетонској арматури.